# Туполев (конструкторское бюро)

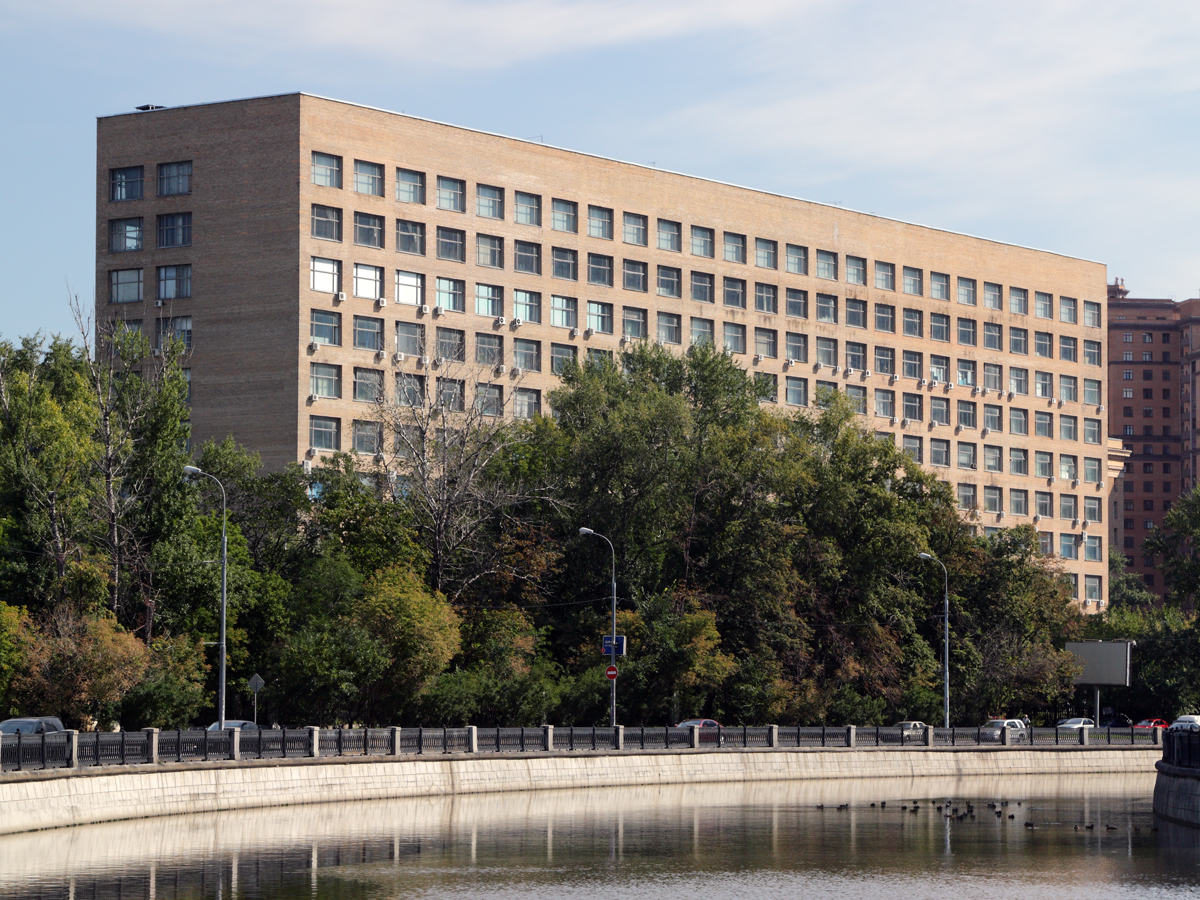
Набережная Академика Туполева, д. 17 — основное здание АО «Туполев» в Москве

Ту́полев — российская компания по производству авиационной техники, основанная как конструкторское бюро 22 октября 1922 года авиаконструктором Андреем Туполевым в СССР. Является дочерней компанией Объединённой авиастроительной корпорации.
За 97 лет существования в стенах ОКБ «Туполев» разработано более 300 проектов различных типов летательных аппаратов, малых судов и аэросаней. Около 90 проектов были реализованы в металле, а более 50 находились в серийном производстве. Выпущено свыше 18 тысяч самолётов. На самолётах этого КБ было установлено около 280 мировых рекордов по дальности полёта и грузоподъёмности.
«Туполев» занимается разработкой, производством, испытаниями, ремонтом и поддержанием лётной годности авиационной техники. Продолжается модернизация эксплуатирующихся и разработка новых авиационных ударных комплексов. Компания включает в себя четыре филиала: Жуковская лётно-испытательная и доводочная база, Казанский авиационный завод им. Горбунова, Самарский филиал — конструкторское бюро и Ульяновский филиал — конструкторское бюро, а также подразделения в Санкт-Петербурге, Таганроге и Ахтубинске. В 2018 году под управление «Туполев» перешёл 360 АРЗ (Рязань).
С 2022 года из-за вторжения России на Украину «Туполев» находится под международными санкциями Евросоюза, США и ряда других стран.

## История
Созданию всемирно известного конструкторского бюро предшествовал бурный рост в России интереса к проблемам воздухоплавания и авиации. Ярким воплощением этого стали работы Николая Егоровича Жуковского. В 1909 году в Императорском Московском техническом училище (ИМТУ) Жуковский начал читать курс лекций «Воздухоплавание» и руководить студенческим воздухоплавательным кружком. Среди слушателей лекций великого учёного и членов кружка незаурядными способностями и тягой ко всему новому в области авиации выделялся студент Андрей Николаевич Туполев.

Полёт на планёре студента ИМТУ Андрея Туполева, 1910 год.

Жуковский и его ученики (первым из них был Туполев), опираясь на опыт своей научной и практической работы, овладев научным прогнозированием, поняли, что дальнейшее развитие самолётостроения невозможно без организации научно-исследовательской базы. Так возникла идея создания научного аэрогидродинамического института. С предложением об его организации Жуковский и Туполев обратились в ВСНХ к заведующему Научно-техническим отделом (НТО) Н. П. Горбунову. Идея создания института была поддержана В. И. Лениным. В декабре 1918 года начал свою деятельность единственный в своём роде отраслевой институт — научная база самолётостроения — Центральный аэрогидродинамический институт (ЦАГИ).
Институт возглавил Н. Е. Жуковский (председатель коллегии), а его первым помощником и одновременно начальником авиационного отдела стал А. Н. Туполев. Он сразу взял в свои руки организацию института, претворяя в жизнь идеи Жуковского. В результате создаётся институт, способный не только давать научные рекомендации, но и непосредственно руководить развитием отрасли. С самого начала в ЦАГИ развивались различные науки: о лёгких авиационных сплавах, их коррозии и защите от неё; об авиационных моторах; о прочности авиационных конструкций; о методике лётных испытаний и многие другие. Впоследствии некоторые из этих научных направлений успешно продолжили своё развитие в специализированных институтах, таких как Всесоюзный институт авиационных материалов (ВИАМ), Центральный институт авиационного моторостроения (ЦИАМ), Лётно-исследовательский институт (ЛИИ) и другие.
В начале декабря 1918 года в ЦАГИ был образован авиационный отдел, что по сути стало началом совместной деятельности инженеров под руководством А. Н. Туполева. Однако этот коллектив ещё нельзя было считать конструкторским бюро.
После смерти Н. Е. Жуковского А. Н. Туполев с С. А. Чаплыгиным, возглавившим коллегию института, продолжает работу по дальнейшему расширению и развитию ЦАГИ. Параллельно с главной, конструкторской деятельностью он активно участвует в создании экспериментальной базы. Самая большая в мире по тем временам аэродинамическая труба Т1—ТП была построена по схеме, разработанной Туполевым ещё в 1915 году. По его инициативе созданы опытовый бассейн-гидроканал, лаборатория статических испытаний авиационных конструкций, отдел эксплуатации, лётных испытаний и доводки самолётов (ОЭЛИД) и другие подразделения. До последних дней жизни Туполев принимал активное участие в развитии экспериментальных баз ЦАГИ и других институтов, призванных решать задачи самолётостроения.

### 1920-е годы
В годы гражданской войны Красной армии потребовались самоходные средства, способные передвигаться по глубокому снегу и перевозить бойцов с вооружением. Совет труда и обороны (СТО) предложил ЦАГИ построить аэросани для нужд Красной армии. Коллегия ЦАГИ приняла этот заказ.
А. Н. Туполев, вернувшись в 1921 году после болезни в авиационный отдел ЦАГИ, самостоятельно стал настойчиво внедрять металлические элементы в конструкцию разработанных аэросаней. Своими расчётами он доказал, что при этом снижается их вес на 20-30 % и повышается надёжность. Применение смешанной конструкции аэросаней полностью себя оправдало. На шести санях, построенных ещё в 1919—1920 годах, установили металлические лыжи. Они оказались надёжными, и сани с ними успешно эксплуатировались. В дальнейшем Туполев приступил к строительству цельнометаллических аэросаней, решая одновременно задачи, стоящие перед комиссией по цельнометаллическому самолётостроению.
Считая актуальным создание цельнометаллических гидросамолётов, А. Н. Туполев приступил к решению таких сложных задач, как борьба с коррозией металла на алюминиевой основе под воздействием морской воды и разработка технологии водонепроницаемых соединений (швов).
В октябре 1921 года под руководством Туполева началась постройка первого деревянного глиссера ГАНТ-1 для четырёх пассажиров. Его спроектировали по традиционной схеме для малых деревянных судов. В ноябре того же года Туполев сам провёл на Москве-реке испытание глиссера, оснащённого мотором «Изотта-Фраскини» мощностью в 260 л. с. с гребным винтом.
Испытания подтвердили правильность расчётов конструкторов, после чего можно было приступать к разработке глиссеров из кольчугалюминия. Постройка аэросаней и глиссеров давала возможность конструкторам сравнительно быстро изучить поведение в естественных условиях конструкций, подобных самолётным, освоить винтомоторные установки и другие отдельные сложные узлы, а также всесторонне испытать новый материал — кольчугалюминий.
Позже были построены первый цельнометаллический речной глиссер ГАНТ-2, первый в стране торпедный катер ГАНТ-3, затем ГАНТ-4 и ГАНТ-5 (Г-5).
В октябре 1922 года Высший совет народного хозяйства (ВСНХ) по предложению «Госпромцветмета», опиравшегося на работы авиационного отдела ЦАГИ, принял решение об образовании комиссии по постройке металлических самолётов под председательством А. Н. Туполева. Позже, накануне празднования 25-летия КБ, сам Туполев предложил считать датой образования конструкторского бюро 22 октября 1922 года.
Став председателем комиссии по металлическому самолётостроению, А. Н. Туполев добился развёртывания в стране производства кольчугалюминия и самолётных полуфабрикатов на специальных металлургических заводах.

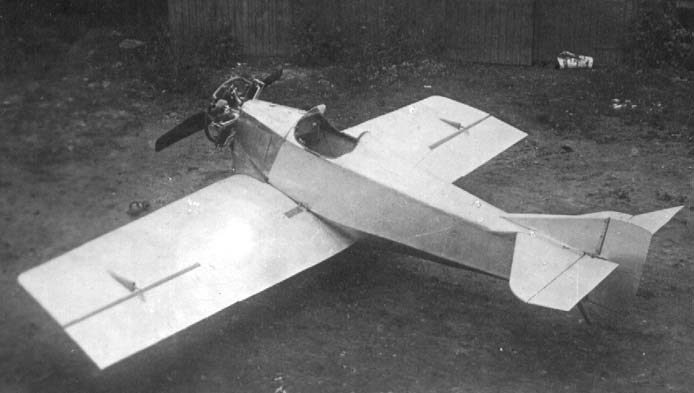
Самолёт АНТ-1.

Ещё в апреле 1922 года в авиационном отделе ЦАГИ под руководством Туполева начали проектировать одноместный самолёт АНТ-1. Это был маленький спортивный свободнонесущий моноплан смешанной конструкции — как первые аэросани и как первый глиссер. 21 октября 1923 года состоялся первый полёт АНТ-1. Таким образом, состоялось воздушное крещение первого самолёта конструкции А. Н. Туполева.
Опыт, накопленный авиационным отделом при проектировании аэросаней, глиссера и элементов самолётных конструкций, позволили Туполеву и его соратникам создать свой первый самолёт АНТ-2 с цельнометаллическим планёром из сплава «Кольчуга» с гофрированной обшивкой. 26 мая 1924 года лётчик Н. И. Петров поднял самолёт в воздух. Самолёт не был запущен в серийное производство.
А. Н. Туполев так писал о первом вылете АНТ-2:
День 26 мая 1924 года должен быть по справедливости отмечен в истории советской авиации. В этот день на Центральном аэродроме совершил свой первый вылет первый советский цельнометаллический самолёт.
В 1925 году было завершено строительство очередного самолёта Туполева — двухместного разведчика АНТ-3 (Р-3). Самолёт представлял собой биплан с крыльями разного размаха и имел цельнометаллическую конструкцию с гофрированной листовой обшивкой. Большинство самолётов были оснащены двигателями Лоррейн Дитрих мощностью 450 л. с. Первый полёт был совершён в августе 1925 года. По освоенной серийной технологии было построено около 100 экземпляров Р-3 (АНТ-3). Большинство самолётов находилось на вооружении ВВС Красной Армии, но некоторые использовались в качестве почтовых самолётов и пропагандистских полётов. Самолёт имел максимальную скорость 205 км/час, был вооружён тремя пулемётами и мог нести 10 бомб весом по 10 кг на внешних подвесках. С этого самолёта началось международное признание конструкторского бюро А. Н. Туполева и ЦАГИ. После триумфальных полётов АНТ-3 по Европе и Японии мир узнал, что в СССР умеют строить самолёты из металла.
Вскоре Туполев создал двухмоторный бомбардировщик АНТ-4 по принятой им свободнонесущей (без расчалок и подкосов) монопланной схеме с толстым профилем крыла и загрузкой его двигателями и топливом. Впервые в мировой практике А. Н. Туполев не только научно обосновал рациональность схемы свободнонесущего цельнометаллического моноплана с профилем крыла большой строительной высоты, с двигателями, расположенными в носке крыла, но и создал такой самолёт, не имевший аналогов. Эта схема через десять лет стала преобладающей в тяжёлой авиации мира, как наилучшая с аэродинамической точки зрения. Это был первый в мире двухмоторный цельнометаллический моноплан, запущенный в серийное производство. Последние экземпляры были выведены из эксплуатации в 1945 году.
В июле 1927 года поднялся в воздух одноместный цельнометаллический истребитель АНТ-5 (И-4). Поставки серийных самолётов И-4 начались в октябре 1928 года. Серийное производство завершилось в январе 1934 года после постройки 371 машины. Самолёт развивал максимальную скорость 231 км/час, потолок 7000 м, дальность полёта 840 км. Вооружение: два пулемёта калибра 7,7 мм, четыре бомбы весом по 50 кг.
АНТ-7 (Р-6) имел варианты назначения: разведчик, бомбардировщик, торпедоносец, трёхместный истребитель. Применялся, как дальний разведчик, самолёт сопровождения тяжёлых бомбардировщиков, многоместный истребитель. Первый опытный экземпляр был построен в сентябре 1929 года. Производство велось до 1936 года на нескольких заводах, за это время построили 407 самолётов разных модификаций. Эксплуатация закончилась в 1944 году. Это первый в мире самолёт, долетевший до точки Северного полюса.
Первым пассажирским самолётом Туполева стал трёхмоторный АНТ-9, который был рассчитан на перевозку девяти пассажиров. На одном из серийных АНТ-9, названном «Крылья Советов», был совершён большой перелёт с восемью пассажирами по маршруту Москва-Берлин-Париж-Рим-Марсель-Лондон-Париж-Берлин-Москва, преодолев 9037 км за 53 лётных часа. Серийное производство началось летом 1929 года. Итоги перелёта показали, что АНТ-9 — первоклассный самолёт, способный конкурировать с лучшими иностранными машинами своего класса. Один из старейших авиационных журналов «Flight» писал об АНТ-9: «Самолёт делает честь конструкторам и Советской России». АНТ-9 был выпущен серией в 100 машин.

### 1930-е годы
Логическим развитием направления АНТ-4 и разведчика АНТ-7 стало создание тяжёлого бомбардировщика АНТ-6 (ТБ-3) — первого в мире массового четырёхмоторного самолёта стратегического назначения. Проектирование началось в 1925 году, а в 1930 на опытной машине был выполнен первый полёт. Главная идея, положенная А. Н. Туполевым в основу обеспечения эффективности тяжёлых самолётов, заключалась в разгрузке крыла и применении толстого профиля. Эта идея нашла воплощение в конструкции АНТ-6. Подобных самолётов в то время ещё нигде не строили. АНТ-6 успешно прошёл лётные испытания и был запущен в серийное производство. Всего в период с 1932 по 1937 годы было построено 818 самолётов разных модификаций. Самолёты использовались, как бомбардировщики, военно-транспортные и десантные. АНТ-6 (ТБ-3) участвовали в боевых действиях в Китае, у озера Хасан, на Халхин-Голе, в начальный период Великой Отечественной войны.
До 1930 года все попытки создания отечественных гидросамолётов терпели неудачу. В 1925 году в ЦАГИ начались работы над созданием гидросамолёта, получивший обозначение АНТ-8 (МРД-2), который должен был выполнять функции морского дальнего разведчика и морского разведчика — торпедоносца. 30 января 1931 года АНТ-8 совершил первый полёт. АНТ-8 был опытной машиной и стал базой для создания крупных цельнометаллических летающих лодок.
30 января 1930 года М. М. Громов совершил первый полёт на самолёте- разведчике АНТ-10 (Р-7), который представлял собой полное воспроизведение Р-3, но увеличенных размеров. АНТ-10 не был рекомендован для серийного производства. Опытный АНТ-10 использовался в Средней Азии для перевозки людей и грузов.
В декабре 1929 года ОГПУ в Бутырках организует из арестованных специалистов особое конструкторское бюро, где под руководством Н. Н. Поликарпова и Д. П. Григоровича создаётся истребитель И-5, который по своим лётным характеристикам считался одним из лучших в своём классе, получивший обозначение по КБ АНТ-12. 29 апреля 1930 года прототип И-5 совершил первый полёт и в том же году запускается в серийное производство и поступает на вооружение ВВС РККА. АНТ-12 стоял на вооружении около девяти лет.
В 1929 году ВВС выдало технические условия на истребитель по защите тыловых коммуникаций и работе в системе противовоздушной обороны. Руководство по созданию истребителя А. Н. Туполев доверил П. О. Сухому. Постройка АНТ-13 (И-8) завершилась в ноябре 1930 года, а 12 декабря лётчик-испытатель М. М. Громов совершил первый полёт на истребителе, поднявшись на высоту 5 километров за 10,32 минуты. На государственные испытания самолёт не передавался.
В июле 1931 года был собран первый опытный самолёт АНТ-14, рассчитанный на перевозку 32 человек для сверхдальних перелётов по маршруту Москва — Владивосток. Использование узлов и агрегатов заимствованных у АНТ-6 позволило сократить время на постройку АНТ-14. Серийное производство АНТ-14 не было организовано. В 1933 году АНТ-14 был передан в агитэскадрилью имени Горького, где получил название «Правда». АНТ-14 совершил более тысячи полётов над Москвой и перевёз более 40 тысяч человек.
3 июля 1933 года совершил первый полёт тяжёлый бомбардировщик АНТ-16 (ТБ-4). Самолёт должен был обладать максимальной общей нагрузкой 18 т, дальностью полёта 2000 км, скоростью 200 км/час и практическим потолком 5000 метров. В конце 1933 года программа по АНТ-16 была свёрнута. Опытный АНТ-16 использовался для испытаний систем транспортировки лёгкой бронетехники.
В 1930 году в КБ велись работы по проектированию тяжёлого бронированного штурмовика АНТ-17. Общая масса брони достигала 1000 килограмм, однако в дальнейшем выяснилось, что из-за большой массы «неработающей» брони, получить требуемые лётно-технические данные не удастся и работы по штурмовику были приостановлены.
В 1932 году был введён в строй Завод опытных конструкций (ЗОК), одновременно КБ переехало в новое здание КОСОС — Конструкторского отдела сектора опытного самолётостроения (дом № 24 по улице Радио в Москве). К 1935 году сложилась достаточно стройная структура проектных подразделений КБ, с чётким разделением работ между ними по разным направлениям их деятельности. Отдельные бригады возглавляли ближайшие коллеги А. Н. Туполева: В. М. Петляков, И. И. Погосский, А. П. Голубков, П. О. Сухой, А. А. Архангельский, В. М. Мясищев и другие конструкторы, имена которых навсегда вошли в историю отечественного и мирового самолётостроения.

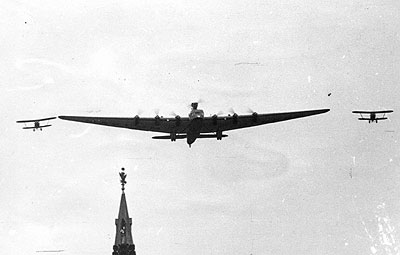
АНТ-20 «Максим Горький» над Красной площадью.

В конце 1932 года отмечалось 40-летие литературной деятельности Максима Горького. Редактор журнала «Огонёк», известный журналист Михаил Кольцов предложил в честь Горького построить огромный, невиданный по тем временам агитационный самолёт, самолёт-гигант. Начался сбор средств, трудящиеся страны внесли на строительство самолёта-гиганта шесть миллионов рублей (огромная сумма денег по тем временам). Первый полёт АНТ-20 состоялся 17 июня 1934 года. Самолёт оснащался восемью двигателями АМ-34ФРН и имел взлётную массу 42 тонны. На самолёте устанавливались автоматическая телефонная станция, пневмопочта, фотолаборатория, центральная электрическая станция и другое оборудование. Впервые в истории авиации на самолёте был применён переменный ток в 120 вольт — до этого электросистемы всех самолётов питались постоянным током. Огромные размеры самолёта позволяли размещать пассажиров не только в фюзеляже, но и в крыле, толщина которого в центральной части была более двух метров. Общая площадь «жилых помещений» самолёта достигала 100 м². 18 мая 1935 года в небе над Москвой произошла крупнейшая авиакатастрофа - один из двух истребителей И-5, сопровождавших АНТ-20, врезался в крыло самолёта. Взамен разбившегося самолёта был построен самолёт такого же типа и размера, который получает обозначение АНТ-20 бис. Позже он также потерпел катастрофу.
В начале 1930-х годов конструкторами, под руководством А. Н. Туполева, был спроектирован и построен многоместный, многоцелевой истребитель АНТ-21 (МИ-3). Это был первый самолёт туполевского КБ с убирающимся шасси, но самолёт оказался сложным в управлении и в серийное производство запущен не был, хотя многие элементы конструкции были использованы при создании скоростного бомбардировщика АНТ-40.
Гидросамолёт АНТ-22 стал третьей летающей лодкой спроектированной и построенной в ЦАГИ, под руководством А. Н. Туполева. АНТ-22 (МК-1) был способен взлетать и садиться в открытом море при волне до 1,5 метров и ветре до 12 м/сек. Опытный образец эксплуатировался до 1937 года, на нём было установлено несколько мировых рекордов.
В июле 1931 года был построен пушечный истребитель АНТ-23 (И-12), который специально разрабатывался под динамореактивные пушки. При испытании самолёта произошёл взрыв, что привело к сильным повреждениям истребителя. В июне 1934 года все работы по АНТ-23 были прекращены.
22 июня 1933 года состоялся первый полёт самолёта АНТ-25 (РД). На нём применили убирающееся шасси, закрытые фонари кабины экипажа, гладкую обшивку фюзеляжа и зализы крыла с фюзеляжем, уменьшавшие аэродинамическое сопротивление. На АНТ-25 выполнен ряд рекордных полётов, в том числе знаменитые перелёты через Северный полюс в Америку экипажами Валерия Чкалова и Михаила Громова. АНТ-25 проектировался, как специальный рекордный дальний самолёт. В 1937 году самолёт пилотируемый лётчиком-испытателем М. М. Громовым совершил беспосадочный перелёт из Москвы в Сан-Франциско длиною в 11 500 км за 62 часа 17 минут. На базе АНТ-25 был серийно заказан, как дальний бомбардировщик, 16 экземпляров были поставлены к весне 1936 года, но производство остальных было отменено.
АНТ-26 (ТБ-6) стал дальнейшим развитием по проектированию гигантских тихоходных «бомбовозов». Проектировался, как самолёт, способный перевозить танки и орудия. В июле 1934 года все работы по проекту были прекращены, так как будущее дальнебомбардировочной авиации было за скоростными высотными тяжёлыми машинами.
В апреле 1934 года состоялся первый полёт морского дальнего разведчика АНТ-27 (МДР-4), после испытаний было принято решение о серийном производстве. В 1936 году гидросамолёт был официально принят на вооружение. Все собранные самолёты поступили на вооружение Черноморского флота.
14 февраля 1935 года совершил первый полёт самолёт АНТ-29 (ДИП-1). Проектирование самолёта велось бригадой под руководством П. О. Сухого. Самолёт проектировался как пушечный истребитель. В марте 1936 года все работы по самолёту были прекращены.
В 1933—1934 годах в КБ проектировался двухмоторный многоцелевой самолёт класса «воздушный крейсер», который получил обозначение АНТ-30 (СК-1), документация для строительства опытного экземпляра была передана в производство, однако все работы по самолёту были свёрнуты, так как было принято решение о переходе на более перспективный тип самолёта.
В 1936 году был сдан на испытания первый серийный самолёт АНТ-31 (И-14), он стал вторым после АНТ-5 истребителем, построенным в ОКБ А. Н. Туполева, ведущим проекта был назначен П. О. Сухой. В схеме самолёта было предусмотрено убирающееся шасси и закрытая кабина лётчика. Всего в авиачасти ВВС было передано 18 самолётов.
20 августа 1936 года впервые поднялся в воздух цельнометаллический пассажирский транспортный самолёт АНТ-35, который был создан на основе бомбардировщика СБ. В 1936 году опытный АНТ-35 демонстрировался на 15-й авиационной выставке в Париже. Всего было построено 11 самолётов. В эксплуатации самолёт находился до 1944 года.
В 1935 году началось серийное производство дальнего бомбардировщика АНТ-36 (ДБ-1) Самолёты изготавливались на заводе № 18 в Воронеже. Всего завод выпустил 18 машин АНТ-36, 10 из которых были переданы в эксплуатацию в ВВС. В 1937 году все самолёты АНТ-36 были законсервированы.
Дальний бомбардировщик АНТ-37 бис стал широко известен в 1938 году, под именем «Родина» он установил мировой рекорд с женским экипажем, пролетев без посадки маршрут из Москвы в Комсомольск- на-Амуре, преодолев 5947 км за 26 часов 29 минут.
Первый опытный скоростной бомбардировщик АНТ-40 (СБ) поднялся в воздух в октябре 1934 года. В лётные части советской военной авиации АНТ-40 стали поступать в 1936 году. Самолёт в составе лётных частей республиканцев участвовал в боях в Испании. В Испании действовало 210 этих самолётов укомплектованных полностью советскими экипажами. Ант-40 поставлялись в Китай, а также выпускались по лицензии в Чехословакии. К началу Великой Отечественной войны самолёты АНТ-40 считались уже устаревшими, однако они составляли основу советской фронтовой бомбардировочной авиации и использовались на всех фронтах до 1943 года.
АНТ-41 проектировался как самолёт-торпедоносец. Разработка началась в 1934 году бригадой В. М. Мясищева под общим руководством А. Н. Туполева. Первый полёт состоялся в июне 1936 года. Но 14-й полёт оказался роковым, началась сильная вибрация и машина буквально развалилась в воздухе. Хотя конструкторы сделали всё от них зависящее, чтобы обеспечить серийную постройку АНТ-41, выпуск его так и не был налажен.
В 1934 году бригада В. М. Петлякова под руководством А. Н. Туполева начала проектирование тяжёлого бомбардировщика АНТ-42 (ТБ-7) (Пе-8) для замены устаревшего ТБ-3. Самолёт проектировался как недосягаемый для лучших западных истребителей того времени. Во время войны бомбардировщики АНТ-42 участвовали в различных операциях В ночь с 9 на 10 августа две эскадрильи совершили свой первый налёт на Берлин. После войны эти самолёты в полярной авиации до 1950 года.
В конце 1937 года был передан на испытание морской тяжёлый бомбардировщик АНТ-44 (МТБ-2). Полёты на АНТ-44 (МТБ-2) показали, что этот тяжёлый гидросамолёт является одним из лучших в мире в своём классе. На нём было установлено несколько мировых рекордов по грузоподъёмности. Во время войны самолёт находился в составе авиации Черноморского флота, совершал бомбардировочные налёты на города Румынии и перевозил срочные грузы. В 1942 году самолёт потерпел катастрофу.
Летом 1935 года совершил первый вылет самолёт АНТ-46, который разрабатывался как дальний истребитель для прикрытия бомбардировщиков. В дальнейшем все работы по данному типу машин были прекращены и самолёт на государственные испытания не передавался.
В 1939 году на заводах в Харькове, Таганроге и Москве началось серийное производство лёгкого бомбардировщика-разведчика АНТ-51 (Су-2, ББ-1). Серийно АНТ-51 (Су-2) производился до 1942 года, всего было построено 877 самолётов, активно участвовавших в Великой Отечественной войне.
В 1936 году А. Н. Туполев назначен первым заместителем начальника и главным инженером главного управления авиационной промышленности «Наркомтяжпрома». Одновременно Туполев возглавил выделенное из системы ЦАГИ конструкторское бюро вместе с Заводом опытных конструкций (ЗОК), который затем был переименован в завод № 156 в системе НКТП, а затем в НКАП. Но проработать в новом качестве А.Н Туполеву пришлось недолго, в ночь на 22 октября 1937 года его арестовали.
А. Н. Туполев был необоснованно репрессирован и в 1937—1941 годах вместе со многими своими соратниками, находясь в заключении, работал в ЦКБ-29 НКВД, где был одним из четырёх главных конструкторов. В это время был создан фронтовой бомбардировщик «103» (Ту-2). С весны 1939 года в системе ОТБ НКВД сформировался тот костяк фирмы «Ту», которому отечественная авиация во многом обязана послевоенными успехами в области тяжёлого и, прежде всего, тяжёлого реактивного самолётостроения.

### 1940-е годы
Первый пикирующий-бомбардировщик самолёт Ту-2 совершил полёт в январе 1941 года. Серийный выпуск начинается в феврале 1942 года и до конца года выпускают 80 самолётов, после этого серия прекращается. в 1943 году после Курской битвы, принимается решение по восстановлению серийного выпуска Ту-2 на другом заводе. За время войны было выпущено 1216 самолётов, а после окончания войны самолёт продолжает выпускаться серийно ещё в течение семи лет. Всего было выпущено 2527 машин в разных модификациях. За создание Ту-2 многие работники КБ и серийных заводов в 1944 году получили правительственные награды. А. Н. Туполев в 1943 году получил Сталинскую премию, в 1944 году орден Отечественной войны и Орден Суворова, ему были присвоены звание генерал-майора и в 1945 году звание Героя Социалистического Труда.
На протяжении всех 1418 дней Великой Отечественной войны экипажи частей Красной армии сражались на самолётах, созданных под руководством А. Н. Туполева. В боях использовались как военные, так и гражданские самолёты, строившиеся большими и малыми сериями. Всего в войне участвовало около 5 000 самолётов АНТ и Ту.
В ходе Великой Отечественной войны руководство страны поставило перед коллективом Туполева новую масштабную задачу: спроектировать и построить за короткий период дальний скоростной бомбардировщик, лётно-технические данные которого не уступали бы серийному американскому бомбардировщику B-29 «Суперфортресс». КБ подготовило свой оригинальный проект (самолёт «64»). Однако его быстрое создание из-за отставания отечественной авиационной промышленности по многим позициям, особенно в области проектирования новейших авиационных систем и оборудования, было весьма проблематично. На длительные проработки, эксперименты и доводки времени не было — начинался период «холодной войны». Стране требовался современный стратегический авиационный носитель, в том числе надёжный носитель ядерных боеприпасов. Поэтому правительством было принято решение скопировать интернированные B-29, попавшие в СССР после вынужденных посадок на Дальнем Востоке в ходе американских налётов на Северо-Восточный Китай и Японию. В кратчайшие сроки, всего за полтора года туполевский коллектив вместе со всей авиационной промышленностью и смежными отраслями сумел подготовить и развернуть серийное производство копии-аналога B-29 — Ту-4. 19 мая 1947 года Ту-4 впервые поднялся в воздух. С самолёта Ту-4А 18 октября 1951 года, на полигоне под Семипалатинском, была сброшена атомная бомба.
Ту-4 строились в большой серии на трёх заводах вплоть до 1953 года. Всего советская авиационная промышленность построила для ВВС более 1200 таких самолётов. Программа постройки и освоения Ту-4 помогла осуществить мощнейший рывок в развитии отечественных технологий в области самолётостроения, в особенности в области авиационного оборудования и специализированных самолётных систем.
Развивая заложенные в Ту-4 идеи, КБ создало опытные стратегические поршневые самолёты: дальний Ту-80 и межконтинентальный Ту-85, ставший одним из лучших среди межконтинентальных поршневых бомбардировщиков.
В 1945 году в ОКБ А. Н. Туполева начались работы по изучению возможности создания самолётов с турбореактивными двигателями. В 1946 году были разработаны первые компоновки, а в 1947 году взлетел первый самолёт КБ, оснащённый ТРД — «77» (Ту-12).
КБ Туполева являлось лидером в разработке тяжёлых бомбардировщиков, тем не менее в сороковые годы создавалось ещё много проектов самолётов, которые по разным причинам не запускались серийно: Ту-70 пассажирский транспортный самолёт; Ту-72 трёхмоторный бомбардировщик; Ту-75 транспортный самолёт для перевозки 100 военнослужащих; Ту-81 двухмоторный тактический бомбардировщик; Ту-14 в различных вариантах было изготовлено 100 машин; Ту-82 фронтовой бомбардировщик со стреловидным крылом; Ту-86 бомбардировщик с увеличенным стреловидным крылом; Ту-89 самолёт-торпедоносец.

### 1950-е годы
К началу 1950-х годов международная политическая обстановка привела к необходимости создания скоростного стратегического бомбардировщика с дальностью полёта не менее 15 000 км. Предварительные расчёты показали, что с применением ТРД достичь такой дальности не удастся. Поэтому было принято решение о проектировании нового бомбардировщика с турбовинтовыми двигателями и соосными воздушными винтами. 15 июля 1951 года под руководством С. М. Егера в ОКБ Туполева приступили к разработке тактико-технических требований к новому самолёту — Ту-95 и его эскизному проектированию.
Всего за восемь месяцев были разработаны чертежи, а ещё через шесть месяцев гигантский самолёт поступил на лётные испытания. С момента начала выпуска рабочих чертежей до его первого полёта прошло менее полутора лет. 11 ноября 1952 года сверхдальний бомбардировщик Ту-95 был поднят в воздух экипажем лётчика-испытателя А. Д. Перелёта. Ту-95 — советский и российский турбовинтовой стратегический бомбардировщик-ракетоносец, самый скоростной в мире самолёт с винтовыми двигателями. До настоящего времени единственный в мире серийный бомбардировщик и ракетоносец с турбовинтовыми двигателями. Серийный выпуск начался в 1955 году. На базе самолёта Ту-95 был создан межконтинентальный пассажирский лайнер Ту-114, транспортный Ту-116, противолодочный Ту-142, самолёт ДРЛО Ту-126. В конце 70-х годов был построен самолёт Ту-95МС, базой созданию которого послужил противолодочный Ту-142М. Самолёты Ту-95МС входят в состав авиации стратегического назначения РФ.
Практически одновременно с проектированием Ту-95 началась разработка дальнего реактивного бомбардировщика. Активное участие в этой работе принимал пришедший в КБ после окончания МАИ сын А. Н. Туполева Алексей Андреевич Туполев. В частности, он занимался развитием своих студенческих проработок компоновки двигателей за миделем крыла с воздухозаборниками, проходящими через конструкцию крыла. Такая компоновка сулила минимальное аэродинамическое сопротивление силовой установки.
Самолёт «88», получивший серийное обозначение Ту-16, был поднят в воздух 27 апреля 1952 года. Ту-16 выпускался в нескольких основных модификациях — бомбардировщика, ракетоносца, торпедоносца-бомбардировщика, разведчика, самолётов радиоэлектронного противодействия с различными системами целевого оборудования. Первые самолёты Ту-16 стали поступать в части ВВС в 1954 году. Самолёт серийно выпускался до 1963 года, за это время изготовили 1509 экземпляров. За 50 лет нахождения в строю Ту-16 неоднократно модернизировался по составу вооружения и оборудования. Ту-16 летал также в составе ВВС Египта, Ирака и Китая. Модификации Ту-16, производившегося по лицензии под названием H-6, до сих пор состоят на вооружении ВВС и ВМФ Китая. Ту-16 участвовали в боевых действиях в Афганской войне. После 1991 года все самолёты Ту-16 были сняты с вооружения.

Самолёт Ту-104Б.

А. Н. Туполев ещё в 1952 году, осознавая необходимость иметь в огромной по территории стране возможность быстрого передвижения, понял необходимость создания реактивных пассажирских самолётов. Туполев смог убедить руководство авиапрома в простоте реализации постройки пассажирского лайнера на базе военного самолёта Ту-16: менялся фюзеляж, остальное заимствовалось с уже отработанной машины. Самолёт, получивший обозначение Ту-104, стал первым советским реактивным пассажирским самолётом. Первый полёт опытного Ту-104 экипаж Ю. Т. Алашеева выполнил 17 июня 1955 года, а уже 15 сентября 1956 года рейсом серийного самолёта Москва—Омск—Иркутск было положено начало регулярному воздушному сообщению на реактивных самолётах. Данная машина стала основным магистральным самолётом «Аэрофлота». В сентябре 1957 года Ту-104 совершил свой первый полёт в Нью-Йорк. Эксплуатация Ту-104 на линиях « Аэрофлота» завершилась в 1979 году. По данным Всемирного фонда безопасности полётов (США) на 1 января 2008 года, всего имели место 37 авиационных происшествий с самолётами типа Ту-104, то есть 18 % от числа произведённых лайнеров. Это худший показатель среди всех советских серийных пассажирских самолётов. Всего был выпущено 201 самолёт.
Ещё до начала эксплуатации Ту-104 встал вопрос о создании пассажирского самолёта для беспосадочного полёта из Москвы на Дальний Восток, а также о перспективности полётов из Москвы в США и Японию. Это побудило А. Н. Туполева выйти с предложением о разработке дальнемагистрального пассажирского лайнера на базе бомбардировщика Ту-95. Ту-114 спроектировали и построили менее чем за два года, 15 ноября 1957 года экипаж лётчика-испытателя А. П. Якимова поднял его в воздух. Экипаж самолёта состоял из 5 человек — два пилота, штурман, бортрадист и бортинженер. В салоне размещалось от 170 до 220 пассажиров в зависимости от модификации самолёта. Всего был построен 31 самолёт. Ту-114 был в строю до декабря 1976 года. На самолёте Ту-114 было установлено 32 мировых рекорда дальности, скорости и высоты полёта. Самолёт показал себя, как исключительно надёжная машина. За время эксплуатации произошла только одна катастрофа, и то на земле.
Ту-114 эффективно эксплуатировался как на внутренних, так и международных линиях — за 10 лет авиалайнеры перевезли 130 миллионов пассажиров. Самолёт был удостоен гран-при на всемирной выставке в Брюсселе в 1958 году. Международная авиационная федерация (ФАИ) наградила А. Н. Туполева большой золотой медалью, присуждаемой «за крупнейшие достижения в области исследования, разработки и создания летательных аппаратов».
С 1955 года в КБ проводились работы по бомбардировщикам с ядерной силовой установкой (ЯСУ). После полётов летающей лаборатории Ту-95ЛАЛ намечалось создание экспериментального самолёта Ту-119 с ЯСУ и сверхзвуковых бомбардировщиков «120».
В декабре 1956 года А. Н. Туполеву было присвоено звание Генерального конструктора авиационной техники СССР.
Для освоения нового перспективного направления в 1956—1957 годах в КБ было создано подразделение «К», задачей которого стала разработка беспилотных летательных аппаратов. Были разработаны крылатые ракеты «121», «123», ЗУР «131», а также велись работы по планируещему гиперзвуковому аппарату «130» и ракетоплану «136» («Звезда»).
По тематике дальнего сверхзвукового бомбардировщика ОКБ работало над созданием самолёта Ту-22. 21 июня 1958 года ушёл в первый полёт прототип будущей сверхзвуковой замены Ту-16 — опытный самолёт «105». После нескольких лет сложнейших испытаний и доводок началось полномасштабное производство и освоение в частях серийного самолёта Ту-22. Хотя Ту-22 состояли на вооружении советской авиации довольно долгое время, в реальных боевых действиях самолёт Ту-22 использовался в составе иранских ВВС. Всего было выпущено 311 самолётов этого типа различных модификаций. Последние Ту-22 были сняты с вооружения в 1990-е годы.

### 1960-е годы

Эмблема «Ту» — известный во многих странах мира символ КБ «Туполев».

Успешный опыт эксплуатации Ту-104 на линиях средней протяжённости позволил перейти к проектированию реактивного пассажирского самолёта для трасс сравнительно малой протяжённости. Работы по новому Ту-124 продвигались быстро, и уже в 1960 году начались испытания опытной машины, а осенью 1962 года самолёт вышел на регулярные пассажирские трассы. На Ту-124 впервые в мире для пассажирских самолётов были применены двухконтурные турбореактивные двигатели (ТРДД). Самолёт поставлялся за рубеж, и эксплуатировался до начала 1990-х годов. Ближнемагистральный самолёт Ту-124 по аэродинамической схеме и конструкции почти не отличается от Ту-104. В салоне размещалось от 44 до 56 пассажиров, дальность беспосадочного полёта от 1250 до 2100 км в зависимости от нагрузки. Регулярная эксплуатация самолёта Ту-124 началась с октября 1962 года — самолёт выполнил первый рейс по маршруту Москва—Таллин. В "Аэрофлоте Ту-124 находились в эксплуатации до 1980 года, за это время парк самолётов Ту-124 перевёз около 6,5 млн пассажиров.
Непосредственным развитием Ту-124 стал ближнемагистральный пассажирский самолёт Ту-134. В отличие от Ту-124 для Ту-134 была выбрана схема размещения ТРДД в хвостовой части фюзеляжа на пилонах. В 1963 году начались испытания прототипа Ту-124А. Через три года взлетела первая серийная машина, а ещё через год началась регулярная эксплуатация на пассажирских линиях. Первый полёт с пассажирами на борту Ту-134 совершил в сентябре 1967 года по маршруту Москва—Адлер. Ту-134 в различных модификациях поставлялся за рубеж. В историю отечественного гражданского воздушного флота он вошёл как самый массовый, исключительно надёжный и комфортабельный самолёт. Машина успешно эксплуатировалась и в XXI веке. Всего было построено 852 самолёта Ту-134 различных модификаций. Производство самолётов прекратилось в 1989 году. За время эксплуатации самолётами Ту-134 различных модификаций было перевезено около полумиллиарда человек.
В 1964 году принят на вооружение дальний сверхзвуковой беспилотный разведчик Ту-123 «Ястреб», ставший первенцем в семействе туполевских беспилотных разведывательных комплексов.

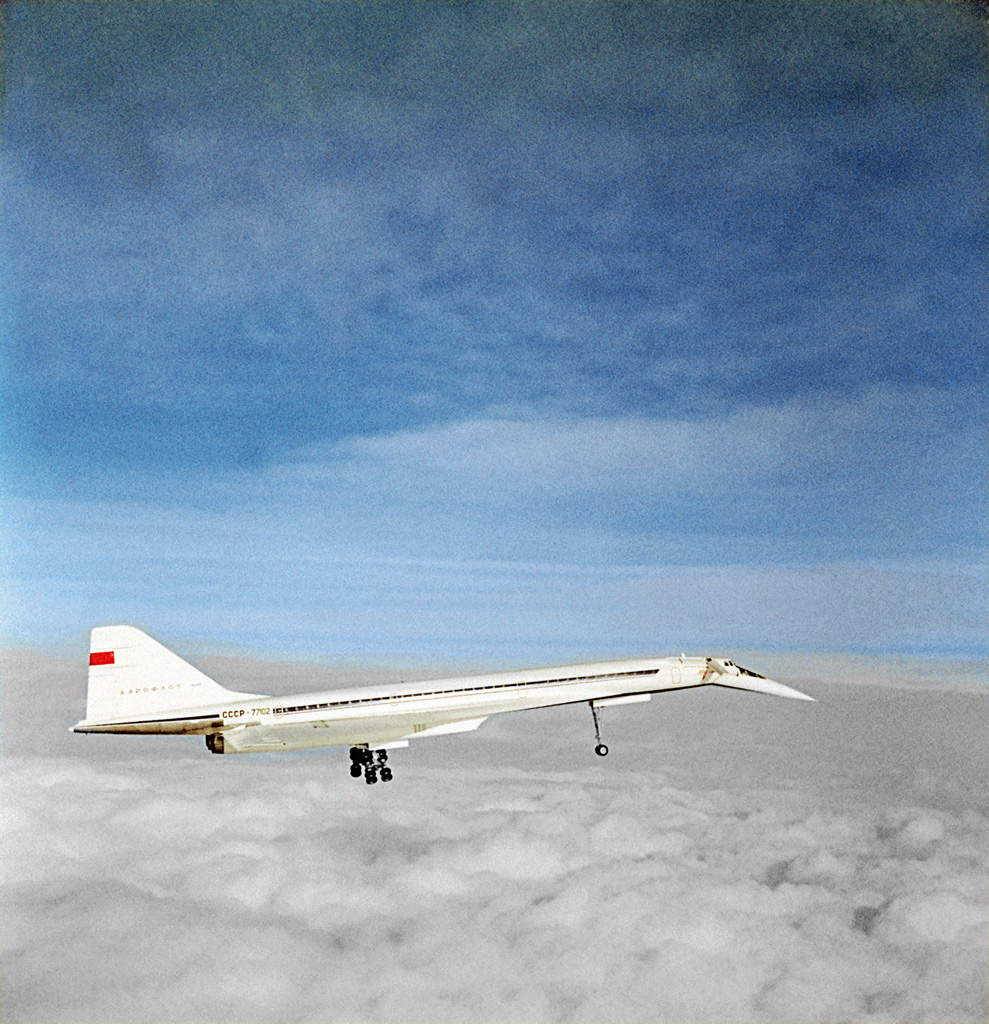
Ту-144 в испытательном полёте.

1960-е годы в КБ прошли под знаком разработки нового среднемагистрального пассажирского самолёта Ту-154, который в 1970-е годы пришёл на смену реактивным пассажирским самолётам первого поколения, а также создания сверхзвукового пассажирского самолёта Ту-144.
Среднемагистральный Ту-154 стал для КБ поворотным этапом в разработке современных пассажирских самолётов. Впервые в практике КБ проектировался пассажирский самолёт, на котором были применены самые современные технологии, и в основе конструкции которого даже отдалённо не было военного прототипа. Это позволило создать высокоэффективный пассажирский самолёт, экономические и эксплуатационные лётные характеристики которого были на уровне лучших зарубежных аналогов.
Ту-154 совершил первый полёт в 1968 году, а уже с начала 1970-х годов эти машины пошли в активную эксплуатацию на линии страны и на поставки за пределы СССР. Первый пассажирский рейс самолёт совершил в феврале 1972 года по маршруту Москва—Минеральные воды. Всего было построено 932 самолёта Ту-154 различных модификаций. Самолёт стал самым массовым советско-российским реактивным самолётом.
Наибольшего совершенства, как тип, Ту-154 достиг в модификации Ту-154М, в которой за счёт внедрения новых, более экономичных двигателей и улучшений в аэродинамике, удалось значительно повысить экономическую эффективность самолёта. К концу XX века самолёт морально устарел и эксплуатанты стали заменять его на более современные аналоги.
Создание первого в мире сверхзвукового пассажирского самолёта Ту-144 началось в 1963 году. Самолёт разрабатывался на основе новейших достижений отечественной и мировой авиационной науки и техники в области сверхзвуковой аэродинамики, силовых установок, конструкции планёра, самолётных систем, систем управления и навигации. В конце 1968 года Ту-144 совершил первый полёт. Серийный вариант в стандартной компоновке имел экипаж из трёх человек и 140 пассажиров и начал совершать пробные грузовые полёты по маршруту Москва—Алма-Ата. В ходе отработки программы удалось получить рекордное для подобного класса машин аэродинамическое качество на сверхзвуке, а также решить комплекс проблем, связанных с силовой установкой, системами и оборудованием. Уникальная машина, ввиду большой технической сложности и больших эксплуатационных затрат эксплуатировалась очень ограниченно и была снята с пассажирских перевозок менее чем через один год. В дальнейшем самолёты использовались как грузовые, но значительная часть полётов продолжалась в исследовательских целях, вплоть до 1999 года. Всего было построено 16 самолётов Ту-144 различных модификаций.
В 1967 году выходит постановление Совета министров СССР о начале работ по глубокой модернизации Ту-22, вызванное принципиальными недостатками самолёта. Огромный комплекс проведённых работ привёл к созданию в 1969 году опытного Ту-22М0 (эм-ноль), в 1971 году — опытной серии Ту-22М1, а в 1976 году серийного самолёта Ту-22М2. С 1978 года построен первый самолёт в дальнейшей модификации Ту-22М3. С 1989 года Ту-22М3 принимается на вооружение. Наряду с Ту-16, самолёты Ту-22М2 и М3 долгое время оставались фактором сдерживания агрессии, в первую очередь предназначаясь для отслеживания и уничтожения авианосных ударных групп НАТО, за что неофициально имели прозвище «убийцы авианосцев». Ту-22М длительное время являлся «камнем преткновения» на советско-американских переговорах по ограничению стратегических вооружений, став в 1970—1980 годы символом мощи советской бомбардировочной авиации. Самолёты Ту-22М2 и Ту-22М3 применялись во время войны в Афганистане, где они наносили мощные бомбовые удары по скоплениям войск противника. Всего было построено более 700 этих машин. И в XXI веке эти самолёты по-прежнему на службе.

### 1970-е годы
После смерти А. Н. Туполева в 1972 году руководителем предприятия (с 1966 года — ММЗ «Опыт») стал его сын Алексей Андреевич Туполев.
В КБ продолжались работы по беспилотным разведывательным комплексам нового поколения — были созданы полуавтоматические дистанционно пилотируемые Ту-141 «Стриж» и Ту-143 «Рейс». Это были оперативные сверхзвуковые беспилотные самолёты-разведчики. Всего выпущено более 1000 таких комплексов.

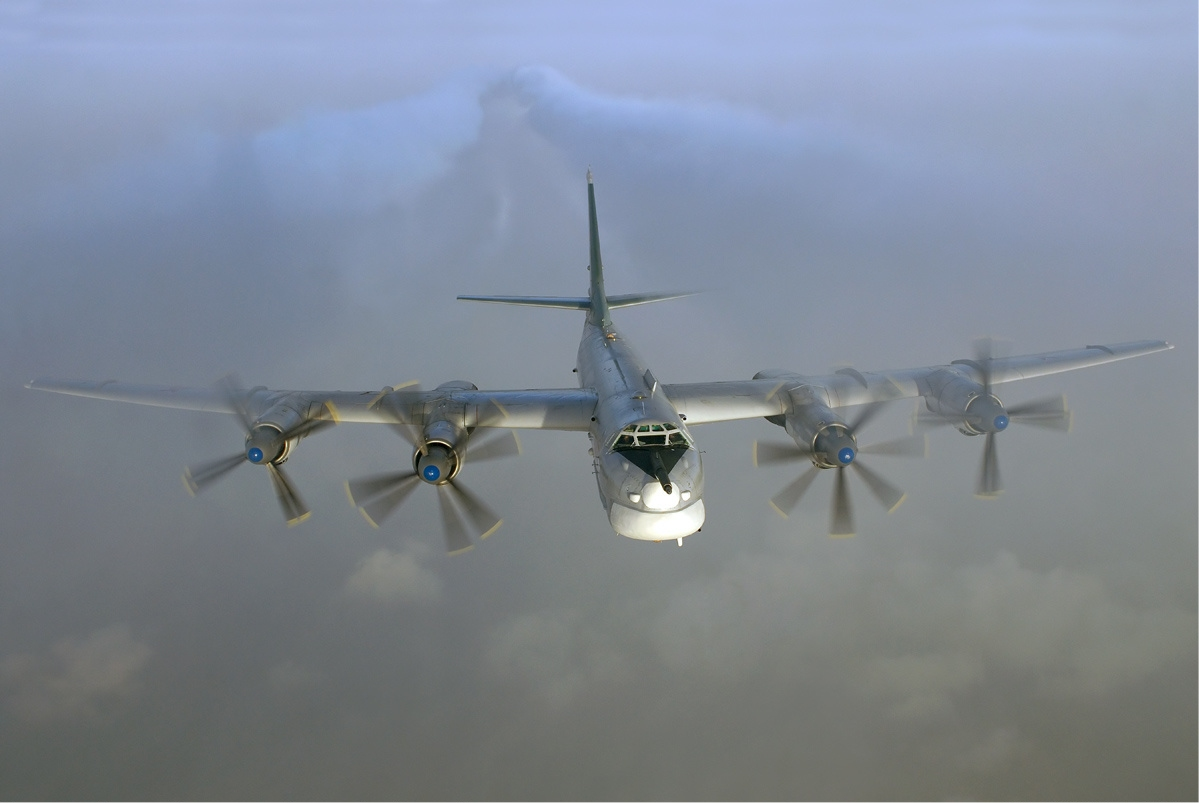
Стратегический ракетоносец Ту-95МС.

В ответ на проводившиеся в США работы по модернизации бомбардировщиков B-52 под новые типы ракетного оружия, в КБ приступили к созданию нового стратегического авиационного носителя на базе конструкции серийного противолодочного самолёта Ту-142М. В ходе проработки проекта было решено установить в грузоотсек многопозиционную катапультную установку под размещение крылатых ракет большой дальности. В новой конфигурации самолёт получил обозначение Ту-95МС. От исходного Ту-142М он отличался, помимо ракетного вооружения, новыми навигационными и радиотехническими системами, обеспечивавшими более точное самолётовождение и подготовку к пуску крылатых ракет. В 1979 году опытный самолёт-ракетоносец начал проходить испытания.
Параллельно с работами по дозвуковому Ту-95МС велась разработка многорежимного стратегического ракетоносца Ту-160. Это задание было поручено КБ в 1974 году. Создание самолёта Ту-160 стало новым гигантским скачком во всех областях производства и технологии отечественного авиастроения, который сравним с научно-технической революцией в тяжёлом самолётостроении. Освоение в серийном производстве этого уникального авиационного комплекса потребовало привлечения специалистов и учёных многих областей науки и техники. В авиапромышленности была реализована специальная целевая программа, в результате которой удалось обеспечить производство новых конструкционных материалов, заготовок и полуфабрикатов с высокими механическими и ресурсными характеристиками, разработать новые технологические процессы по обработке, сварке и термообработке титана, изготовить специальные установки для сварки и отжига титановых конструкций в вакууме, разработать и изготовить новые высокопроизводительные станки для оснащения ими серийного производства.

### 1980-е годы

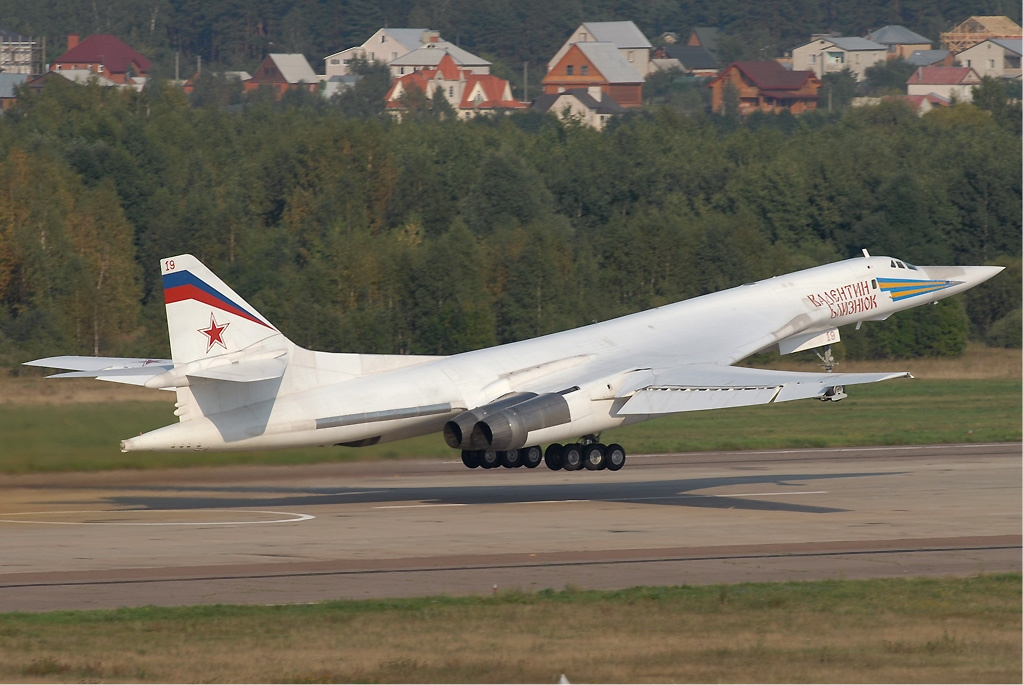
Многорежимный стратегический ракетоносец Ту-160.

Первый лётный прототип Ту-160 совершил первый полёт 18 декабря 1981 года. В государственных и совместных испытаниях участвовали два опытных и четыре серийных самолёта. На завершающем этапе испытаний были установлены несколько десятков мировых рекордов в различных группах классификации ФАИ для тяжёлых сухопутных самолётов. Первые серийные машины поступили в эксплуатацию в апреле 1987 года. В составе ВВС России в настоящее время находится 16 стратегических ракетоносцев Ту-160. Каждый борт Ту-160 назван в честь выдающегося конструктора или знаменитого лётчика. Это самый большой в мире самолёт с изменяемой геометрией крыла.
Стратегический комплекс Ту-160 в настоящее время является самым мощным в мире ударным авиационным комплексом. Он входит в триаду стратегических ядерных сил и обеспечивает выполнение боевых задач независимо от метеоусловий, времени суток и района как в глобальных, так и в региональных конфликтах.
КБ Туполева стало пионером освоения альтернативных видов топлива — водорода и сжиженного природного газа (СПГ). Испытания проводились на опытном самолёте Ту-155, переделанном из серийного Ту-154Б. Самолёт оснастили силовой установкой, состоящей из работавшего на жидком водороде двигателя НК-88 и двух штатных ТРД. Первый полёт на жидком водороде состоялся 15 апреля 1988 года. После доработки под сжиженный природный газ Ту-155 совершил свой очередной «первый полёт» 18 января 1989 года.
Эти полёты с применением экологически чистого топлива были первыми в мире. Экспериментальные полёты Ту-155, включая демонстрационные полёты в ГДР, Чехословакию и Францию, показали возможность безопасной эксплуатации самолётов, использующих оба вида криогенного топлива (жидкого водорода или СПГ). В этот же период в КБ начали прорабатывать проекты гражданских самолётов на криогенном топливе. Первым стал Ту-156 — модификация серийного Ту-154.
В 1982 году на коллегии МАП по инициативе министра И. С. Силаева было принято решение о создании двухдвигательного среднемагистрального самолёта Ту-204. Самолёт разрабатывался для замены на авиалиниях своего предшественника — Ту-154. На основе базового варианта Ту-204 было создано примерно двадцать различных модификаций самолёта, которые различаются лётно-техническими характеристиками, назначением, составом оборудования типом двигателей. В семейство самолётов Ту-204/214 входят пассажирские, грузовые, специализированные и VIP модификации. При создании самолёта использовались новейшие достижения в области аэродинамики, авиадвигателестроения и систем бортового оборудования, в том числе с использованием бортовых компьютеров. На самолёте применены автоматическая цифровая система штурвального управления полётом и интегрированный цифровой пилотажно-навигационный комплекс с использованием цветных многофункциональных индикаторов. Конструкция самолёта разработана на основе передовых методов проектирования на базе конечно-элементных моделей, с широким применением новейших металлических сплавов и неметаллических композиционных материалов, а также наиболее прогрессивных технологических процессов. При проектировании Ту-204 впервые широко использовали разработанную в КБ универсальную систему «Диана» для общего силового расчёта конструкции методом конечных элементов. Систему сертифицировали и включили в отраслевой фонд алгоритмов и программ. Она оказалась настолько удачной, что была приобретена 87 организациями, в том числе 42 предприятиями аэрокосмической промышленности, включая ЦАГИ. 2 января 1989 года опытный Ту-204 совершил свой первый полёт.

### 1990-е годы
1 июля 1992 года вышел Указ Президента Российской Федерации Бориса Ельцина о преобразовании государственных предприятий в акционерные общества. Это означало переход к приватизации предприятий промышленности, что разорвало связи между ними. В этот период времени КБ и опытный завод стали называться Авиационным научно-техническим комплексом имени А. Н. Туполева (АНТК). Предприятие было зарегистрировано в качестве акционерного общества открытого типа (АООТ) «АНТК имени А. Н. Туполева». После выхода Распоряжения Правительства Российской Федерации 30 декабря 1992 года была оформлена государственная регистрация открытого акционерного общества «Авиационный научно-технический комплекс имени А. Н. Туполева» (ОАО «АНТК имени А. Н. Туполева»). Генеральным директором был избран Валентин Климов.
В 1990—1991 годах в стране начался экономический кризис, и бюджетное финансирование авиапрома начало сокращаться. К середине 1990-х годов авиационная промышленность страны лишилась большей его части. Практически все предприятия отрасли оказались в предельно сложном положении. «Схлопнувшийся» рынок авиаперевозок и большое количество оставшихся от советского «Аэрофлота» самолётов практически до нуля снизили спрос на новые гражданские самолёты, а поставка военной продукции «АНТК имени А. Н. Туполева» на экспорт была невозможна ввиду её стратегического назначения.
К 1997 году долги ОАО «АНТК имени А. Н. Туполева» настолько возросли, что начался процесс передачи в аренду строений, принадлежащих обществу, затем их продажа, а также продажа оборудования. Летом 1997 года на общем собрании акционеров Валентин Климов и часть его соратников при выборах нового состава Совета директоров вынуждены были подать самоотвод, принятый собранием.
В апреле 1998 года Совет директоров избрал генеральным директором ОАО «АНТК имени А. Н. Туполева» Василия Александрова. Вместе с Александровым на ряд руководящих постов компании пришли военные — сотрудники института, которым он руководил. Здание завода опытных конструкций (ЗОК), где построили практически все самолёты для лётных и прочностных испытаний, а также здание литейно-кузнечного цеха и вакуумной лаборатории продали вместе с территорией под снос и постройку жилых домов. Исторически знаменитое здание Конструкторского отдела сектора опытного самолётостроения (КОСОС) в Москве, где, по сути, начиналось советское самолётостроение, было продано и перепродано.

Логотип ОАО «Туполев» в 1999—2010 годах.

В начале 1999 года Совет директоров с согласия ряда правительственных учреждений пришёл к решению о необходимости образования нового акционерного общества, образующего фирму с КБ и серийным заводом, оставив долги под залог имущества и части оборудования за ОАО «АНТК имени А. Н. Туполева». Было разработано предложение об объединении творческой части ОАО «АНТК имени А. Н. Туполева» (основного разработчика самолётов) и авиастроительного завода ЗАО «Авиастар-СП» в вертикально интегрированный комплекс. 30 июня 1999 года вышло Постановление Правительства Российской Федерации о создании открытого акционерного общества «Туполев» по разработке, производству, продаже и сопровождению в эксплуатации самолётов марки «Ту». Первым президентом ОАО «Туполев» был избран Александр Поляков.
Несмотря на сложнейшее экономическое положение в отрасли, в 1990-е годы коллективу КБ совместно с серийными заводами удалось начать поставку в авиакомпании пассажирского самолёта Ту-204-100, создать его грузовую модификацию Ту-204С, а также самолёты с двигателями «Rolls-Royce» — Ту-204-120 и Ту-204-120С. Был создан и начал испытания ближнемагистральный самолёт Ту-334. Ту-334 должен был заменить на региональных авиалиниях, отработавших срок Ту-134, Ту-154 и Як-42, по комфорту и экономичности он был лучше своих предшественников. Первый полёт Ту-334 совершил в феврале 1998 года. Ту-334 являлся конкурентом самолёта «Сухой Суперджет 100», поэтому его серийное производство организовано не было.
В середине 1990-х годов организовано производство самолёта Ту-214 на КАПО имени С. П. Горбунова в Казани. Ту-214 представляет собой усовершенствованную версию самолёта Ту-204-100 увеличенной взлётной массой и дальностью полёта. Это потребовало большой работы по подготовке производства и выпуску отдельного комплекта конструкторской документации. 21 марта 1996 года Ту-214 казанской сборки совершил первый полёт.
КБ находило возможности и для международного сотрудничества. Помимо создания «англоязычных» модификаций Ту-204 оно вылилось в масштабную исследовательскую программу совместно с «NASA» и «Boeing». Серийный Ту-144Д был переделан в летающую лабораторию Ту-144ЛЛ для исследований в области высокоскоростных коммерческих полётов. Эта работа потребовала установки большого числа датчиков и контрольно-записывающей аппаратуры, а также значительных изменений в конструкции и системах самолёта в связи с заменой штатных двигателей РД-36-51А на НК-321. В 1999 году программа полётов была успешно завершена.
Одновременно велась работа над проектами пассажирского самолёта Ту-324 и грузового самолёта среднего класса Ту-330. По различным причинам проекты Ту-324 и Ту-330 не имели дальнейшего развития, тем не менее работа над ними позволила получить опыт применения современных информационных технологий для создания самолётов. При работе над Ту-324 впервые в России был создан электронный макет самолёта на основе PDM технологий.

### 2000-е годы
В соответствии с Указом Президента РФ от 20 февраля 2006 года ОАО «Туполев» вошло в состав Объединённой авиастроительной корпорации, а в 2009 году президентом ОАО «Туполев» был избран Александр Бобрышев.
В мае 2012 года вице-премьер Правительства РФ Дмитрий Рогозин передал правоохранительным органам материалы проверки «Росимущества», согласно которым оставшееся за ОАО «АНТК имени А. Н. Туполева» недвижимое и движимое имущество было незаконно приватизировано в 2001—2006 годах.

### 2010-е годы
К концу 2000-х годов компания развернула программу создания специальных самолётов на базе Ту-204/214.
Первым таким самолётом стал Ту-214СР — самолёт-ретранслятор для специального лётного отряда «Россия» Управления делами Президента Российской Федерации. Первый самолёт этой модификации поднялся в небо 27 апреля 2008 года. В 2009 году, после проведения дополнительных сертификационных испытаний, оба заказанных самолёта были переданы в эксплуатацию. В 2012 году УДП РФ заказало ещё три таких самолёта.
Для перевозки первых лиц государства разработан Ту-214ПУ (пункт управления). Первый из двух заказанных самолётов взлетел 12 мая 2010 года.
Также для нужд СЛО «Россия» созданы два самолёта-узла связи Ту-214СУС и два самолёта Ту-204-300 с салоном повышенной комфортности. В общей сложности в эксплуатации в СЛО «Россия» находится 18 самолётов семейства Ту-204/214.
В интересах Министерства обороны разработаны самолёт радиотехнической и оптико-электронной разведки Ту-214Р и Ту-214ОН для выполнения наблюдательных полётов в рамках договора по открытому небу. Первые самолёты этих модификаций приступили к испытательным полётам.

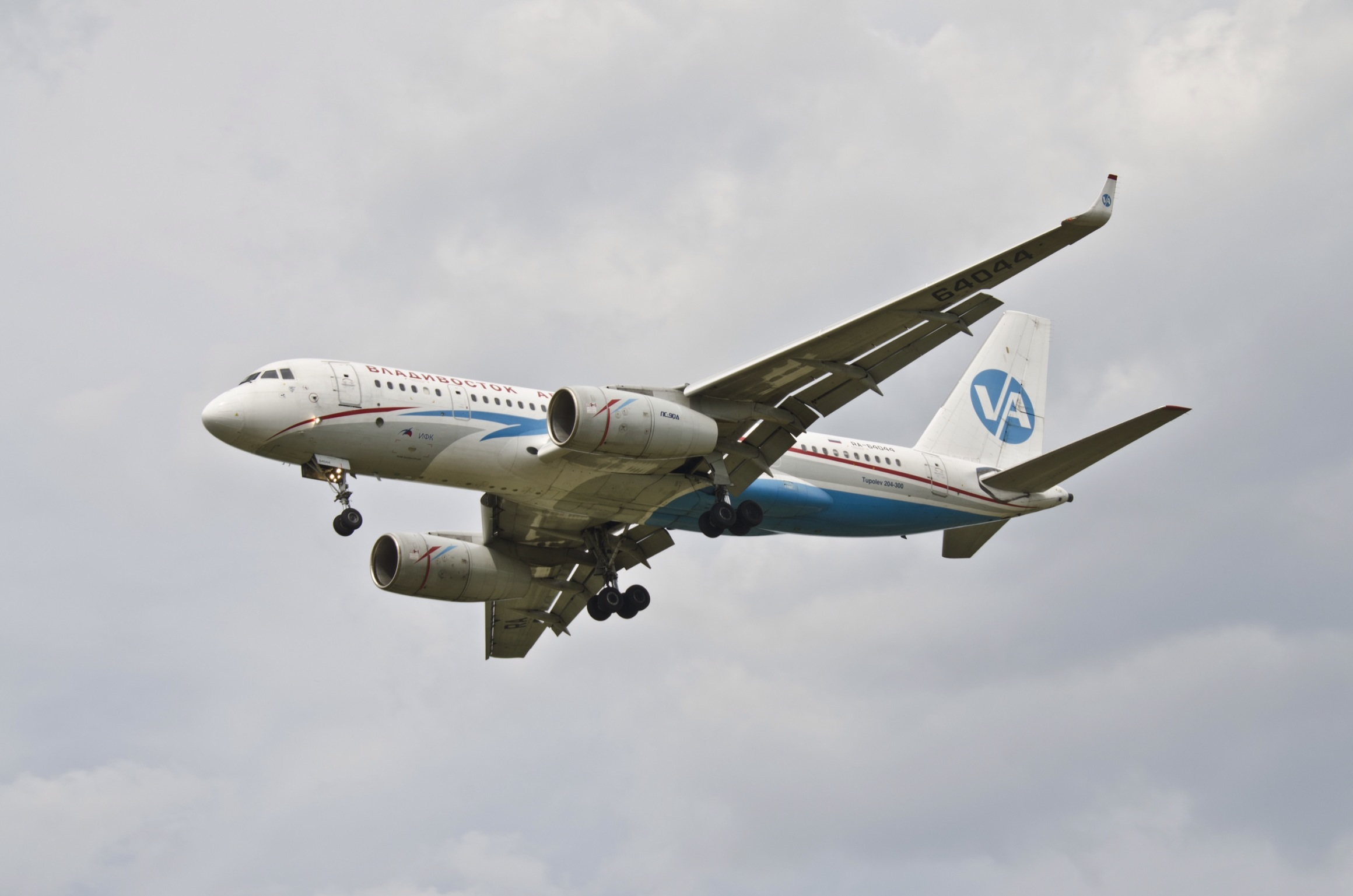
Ту-204-300, посадка в Шереметьево

Дальнейшим развитием семейства Ту-204/214 стало создание глубоко модернизированного самолёта Ту-204СМ. Обновлённый комплекс бортового оборудования позволил сократить экипаж до двух человек, а ряд новых технических решений и конструктивных улучшений позволил снизить эксплуатационные расходы по сравнению с базовым самолётом. 29 декабря 2010 года поднялся в небо первый Ту-204СМ, а в августе 2011 года к программе сертификационных испытаний подключился второй самолёт .
Таким образом, на начало 2013 года на испытаниях одновременно находятся несколько самолётов разных модификаций. Работы по проведению испытаний и сертификации выполняются в городе Жуковском специалистами ЖЛИиДБ ОАО «Туполев» и центрального КБ.
В рамках государственного оборонного заказа выполняется ремонт и сервисное обслуживание состоящих на вооружении Ту-22М3, Ту-95МС и Ту-160. В ближайшие годы ожидается глубокая модернизация этих комплексов до модификаций Ту-22М3М, Ту-95МСМ и Ту-160М. Полной модернизации должны подвергнуться прицельно-навигационное и радиоэлектронное оборудование, а также должна быть расширена номенклатура вооружения.
С 2012 года компания ведёт разработку агрегатов механизации и органов управления самолёта МС-21-300. Механизация крыла, рули высоты и направления, а также панели хвостовой части крыла нового самолёта должны быть изготовлены из полимерных композиционных материалов (ПКМ).
В конце 2011 года ПАО «Туполев» приступило к техническому перевооружению, целью которого является значительное повышение эффективности работ на всех этапах жизненного цикла продукции. В центральном КБ и филиалах наращиваются вычислительные мощности серверов и компьютеров для развёртывания систем конструирования и виртуального прототипирования. Планируется, что проводимые мероприятия будут способствовать повышению качества работы с авиакомпаниями, в том числе совершенствованию системы поддержания лётной годности.
В рамках реструктуризации Объединённой авиастроительной корпорации принято решение об объединении ПАО «Туполев» и ОАО «КАПО имени С. П. Горбунова» в вертикально-интегрированный комплекс. Начавшееся в 2013 году объединение должно обеспечить более эффективное взаимодействие предприятий в области стратегической и специальной авиации.

## Филиалы
- Жуковская лётно-испытательная и доводочная база ОАО «Туполев» (ЖЛИиДБ)
- Ульяновский филиал конструкторского бюро ОАО «Туполев» (УФКБ)
- Самарский филиал конструкторского бюро ОАО «Туполев» (СФКБ)
- Казанский авиационный завод — Филиал ОАО «Туполев» (КАЗ имени С. П. Горбунова)
- Воронежский филиал конструкторского бюро ОАО «Туполев» (ВФМКБ).

## Награды

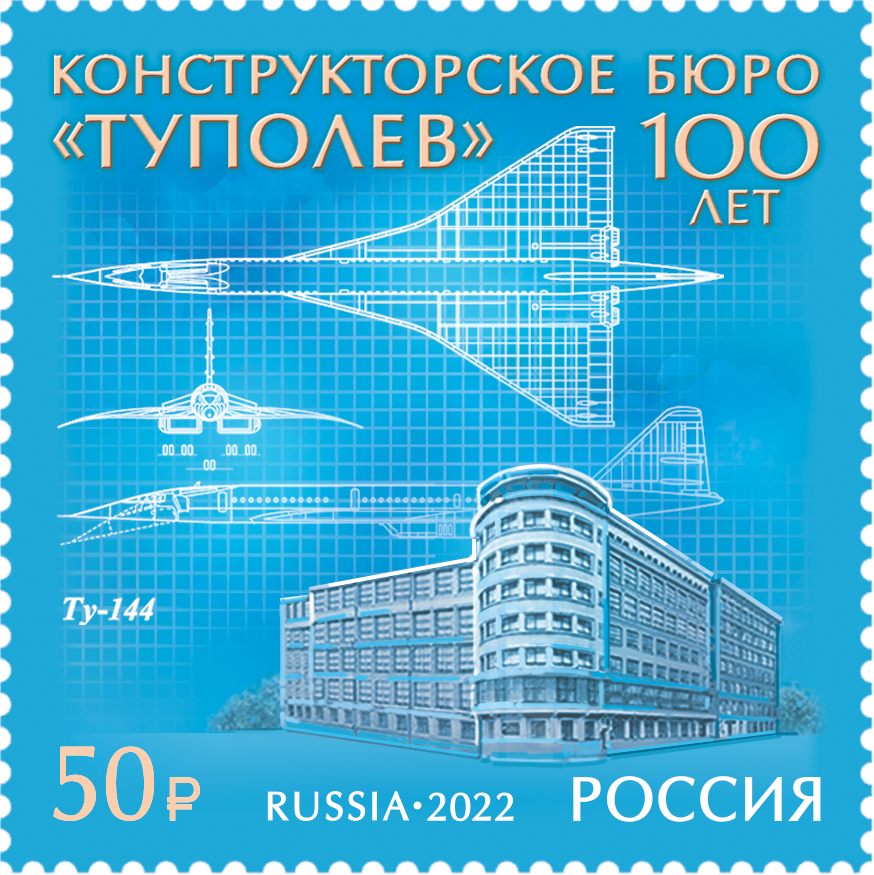
Почтовая марка. 100 лет авиационному конструкторскому бюро «Туполев»

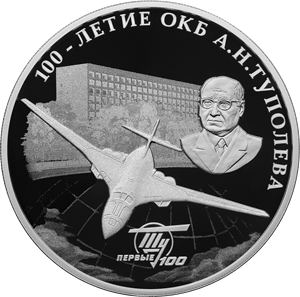
Рельефные изображения портрета А.Н. Туполева, самолета и эмблемы 100-летия ОКБ А.Н. Туполева на фоне выполненных в технике лазерного матирования изображений здания конструкторского бюро, координатной сетки и облаков; вверху по окружности – рельефная надпись: «100-ЛЕТИЕ ОКБ А. Н. ТУПОЛЕВА».

Коллектив КБ удостоен высоких государственных наград и благодарностей:
- 1927 год — Орден Трудового Красного Знамени РСФСР за работы в области аэродинамики, достижения при постройке аэросаней, ветро-силовых установок, глиссеров, за испытание авиационных материалов, построение боевых и пассажирских металлических самолётов: в 35 л. с. под мотор в 100 л. с., типа «Разведчик» в 420 л. с., бомбовоза по спецзаданию.
- 1927 год — Орден Трудового Красного Знамени за организацию серийного производства металлических боевых машин для воздушного флота. За серьёзные научные проработки и успехи на хозяйственном фронте.
- 1933 год — Орден Красного Знамени за исключительные технические достижения, хорошую организацию научно-исследовательских работ в области аэродинамики, гидродинамики, прочности авиационных конструкций, за создание и введение в серийное производство на заводах СССР ряда новых типов специальных пассажирских металлических самолётов, что способствовало укреплению технической мощи СССР и обороноспособности страны.
- 1947 год — Орден Ленина за выдающиеся заслуги в развитии отечественной авиации, в связи с двадцатипятилетием существования.
- 1971 год — Орден Октябрьской Революции за успешное выполнение пятилетнего плана и организацию производства новой техники.
- 1972 год — Орден Ленина за большие заслуги в создании авиационной техники и подготовку конструкторских кадров по самолётостроению.

В 2007 и 2012 годах за большой вклад в развитие авиационной промышленности коллектив ОАО «Туполев» удостаивался Благодарности Президента Российской Федерации.
18 апреля 2018 года трудовой коллектив ПАО «Туполев» получил благодарность Президента Российской Федерации за большой вклад в развитие авиационной промышленности и достигнутые успехи в труде. Высокую награду генеральному директору ПАО «Туполев» Александру Конюхову вручил заместитель председателя Правительства Российской Федерации Аркадий Дворкович. Церемония вручения государственных и ведомственных наград состоялась в ходе расширенного заседания коллегии Министерства промышленности и торговли Российской Федерации.

## Генеральные конструкторы
- 1956—1972 — Андрей Николаевич Туполев[71]
- 1973—2001 — Алексей Андреевич Туполев[72]
- 2001—2011 — Игорь Сергеевич Шевчук[73]

## Руководители
- 1922—1972 — Андрей Николаевич Туполев[71]
- 1973—1992 — Алексей Андреевич Туполев (генеральный конструктор)[72]
- 1992—1997 — Валентин Тихонович Климов (генеральный директор)[74]
- 1997—1998 — Василий Егорович Александров (генеральный директор ОАО «АНТК им. А. Н. Туполева»)
- 1998—2001 — Александр Петрович Поляков (президент ОАО «Туполев»)
- 2001—2009 — Игорь Сергеевич Шевчук (президент — генеральный конструктор ОАО «Туполев»)[73]
- 2009—2014 — Александр Петрович Бобрышев (президент, затем генеральный директор ОАО «Туполев»)[75]
- 2014—2016 — Николай Владимирович Савицких (генеральный директор ПАО «Туполев»)[76]
- 2016—2020 — Александр Владимирович Конюхов (генеральный директор ПАО «Туполев»)[77]
- 2020—2021 — Ронис Накипович Шарипов (генеральный директор ПАО «Туполев»)[78]
- 2021—2024 — Вадим Владимирович Королёв (управляющий директор ПАО «Туполев»)[79]
- 2024 — Константин Петрович Тимофеев (управляющий директор АО «Туполев»)[80]
- с 2024 — Александр Петрович Бобрышев (управляющий директор АО «Туполев»)[81]